# Ennio Poleggi
Ennio Poleggi (Genova, 23 settembre 1927 – Genova, 17 febbraio 2017) è stato uno storico dell'architettura italiano.
È stato direttore dell'Istituto di Storia dell'Architettura presso l'Università di Genova, ha ricoperto la carica di assessore al centro storico negli anni novanta ed è l'artefice della promozione dei Palazzo dei Rolli di Genova a Patrimonio UNESCO. È stato professore presso la facoltà di Architettura per meriti acquisiti.

## Biografia
Di umile estrazione sociale (il padre, sarto, morì nel 1944), Ennio Poleggi lasciò presto gli studi per trovare impiego presso una tipografia. Interessato alla storia di Genova, in particolare al periodo genovese relativo alla fioritura delle strade vicino alle quali era nato, area sulla quale a suo parere gli studi al tempo erano molto limitati e disquisivano semplicemente degli stili architettonici senza collegare l'aspetto architettonico a quello storico e sociale. Svolse la maggior parte delle sue ricerche nella Biblioteca Universitaria. Dopo aver trovato il trattato di Piero Barbieri Forma Genuae del 1938 ritenne, inizialmente, che quel volume esaurisse già ogni progetto di ricerca: tuttavia, dopo alcuni riscontri, comprese che il trattato era una raccolta di documenti senza collegamenti allo sviluppo storico-sociale con carte e piante, utile quindi per l'inizio di studio più organico. Iniziò pertanto una ricerca che lo porterà dapprima alla stesura di Strada Nuova. Quest'opera gli permise l'ingresso all'università come didatta. Il libro viene ben accolto sia dalla Genova colta sia dal pubblico generico, e fu presentato su Palladio, la più prestigiosa rivista di architettura del periodo. Seguirono altri libri, scritti da solo o assieme a Grossi Bianchi.
Fu assessore al Centro storico nella giunta comunale del sindaco Claudio Burlando (1992-1993). Il 29 marzo 2008 fu insignito del Grifo d'Oro.

## Opere
- Ennio Poleggi, Paolo Cevini, Le città nella storia d'Italia, Editore Laterza, Roma-Bari 1981
- Ennio Poleggi, De Ferrari - La piazza dei Genovesi, De Ferrari Editore, Genova 2005 - ISBN 88-7172-679-0
- Ennio Poleggi, Città portuali del Mediterraneo, storia e archeologia. Atti del Convegno Internazionale di Genova 1985, SAGEP editrice, Genova 1989 - ISBN 88-7058-303-1
- Ennio Poleggi, De Ferarri, la piazza dei genovesi, De Ferrari editore
- Ennio Poleggi, Atlante dei palazzi di Genova in collaborazione con esperti della facoltà di architettura di Genova, 1998, Umberto Allemandi & C
- Ennio Poleggi, Conti Sergio,  Genova. Retrado de una ciudad, Genova, SAGEP
- Ennio Poleggi (a cura di), Una reggia repubblicana. Atlante dei palazzi di Genova 1576-1664, Torino, 1998
- Luciano Grossi Bianchi - Ennio Poleggi, Una città portuale del medioevo, Genova nei secoli X-XVI, 19801 (19872), Sagep Editrice, Genova - ISBN 88-7058-226-4